# Vaumoise
Vaumoise é uma comuna francesa na região administrativa de Altos da França, no departamento de Oise. Estende-se por uma área de 3,13 km². Em 2010 a comuna tinha 1 069 habitantes (densidade: 341,5 hab./km²).